# Bundesmeisterschaft des DFuCB 1901/02
Die Bundesmeisterschaft des DFuCB war die elfte und letzte unter dem Deutschen Fußball- und Cricket Bund (DFuCB) ausgetragene Bundesmeisterschaft. Der Niedergang des DFuCB begann bereits in den letzten Jahren, als viele Vereine zu den neuen konkurrierenden Fußballverbänden gewechselt sind. In dieser Saison nahmen ursprünglich sieben Vereine am Punktspielbetrieb teil, Anfang Dezember 1901 wurden jedoch drei Clubs zeitweilig ausgeschlossen und deren bis dato ausgetragenen Meisterschaftsspiele für ungültig erklärt. Unter ihnen befand sich auch der Meister der letzten vier Jahren, BFC Vorwärts 1890, der daraufhin der Freien Berliner Fußballvereinigung beitrat. Dadurch verlor der DFuCB auch seinen letzten großen Club.
Nach elf Spielzeiten war 1902 das Ende des Deutschen Fußball- und Cricket Bundes gekommen. Nach Abwicklung der beiden Finalspiele um die Meisterschaft (vermutlich entweder wegen Punktgleichheit oder aus Mangel an noch vorhandenen Vereinen in dieser Form ausgetragen), bei der sich der Berliner FC 1893 durchsetzen konnte, kam es nach dem 25. Mai 1902 zur Auflösung des Verbands.